# Пино Млакар
Пино Млакар (Ново Место, 2. март 1907– Ново Место, 28. септембар 2006) био је словеначки кореограф, играч и педагог.
Године 1927. дипломирао је на Кореографском институту Рудолф Лабан у Хамбургу. Био је члан Љубљанске опере и балета од 1946. до 1960. године. 25 година је био редовни професор на Академији за позориште, радио, филм и телевизију (АГРФТ) Универзитета у Љубљани.
Био је ожењен колегиницом кореографкињом Маријом Луизом Пиом Беатрис Шолц (1910–2000), која је била професионално позната као Пиа Млакар. Њихова ћерка Вероника Млакар такође је била балетска играчица.
Преминуо је 2006 у Новом Месту.

## Образовање и каријера
Завршио је Класичну гимназију у Марибору, 1925. године, а потом уписао Филозофски факултет у Љубљани. Након четири семестра на факултету, заинтересовао се за Лабанову школу па је прекинуо студије и 1927. године прешао у Хамбург. Није имао никакво формално играчко образовање, као ни изражену склоности за балетску уметност, али је ипак успео да пронађе сопствени израз „играјући из душе и срца” и тако откривао свој таленат. 
У јесен 1928. преко конкурса је примљен у Лабанов кореографски институт и исте године је дебитовао на сцени као солиста у Ландестеатру у Дармштату. Са Пиом Млакар се оженио 1929. године и од тада ће нераздвојно радити на пољу југословенске и европске играчке уметности.  У Десау прелзи 1930. године где постаје шеф Балета и корерограф.  Од 1933. до 1938. био је ангажован као први солиста и балетмајстор градског театра у Цириху, а од 1938. је наступао у Минхену. Након Другог светског рата, 1946. године постаје балетмајстор СНГ у Љубљани. У Љубљани оснива Државну балетску школу, где је радио као предавач и директор.
Од 1952. до 1954. године био је на челу балетске трупе Минхенског театра, а од 1954. до 1960. је, заједно са Пиом, водио балетску трупу СНГ у Љубљани. Од свог доласка у Љубљану, па све до пензионисања 1970. године, радио је као редовни је професор Академије за гледалишче, филм, радио и телевизију у Љубљани. Оснивањем Државне балетске школе у Љубљани поставио је темељ балетског образовања и учврстио балетску уметност у склопу словеначке културе. 
Својим кореографским и педагошким радом, Пино и Пиа помогли су стасавању многобројних играча тога времена. Деловање овог играчко-кореографског пара, представника нових струјања у Европи блиских експресионизму, револуционарано је утицало на разумевање и унапређење играчке и кореографске уметности у Југославији. Њих двоје су заједно поставили око 30 балета, од којих 12 целовечерњих, извођених на домаћим и иностраним сценама. 
Међу најпознатијима су: 
- И. Стравински – Петрушка
- М. де Фаља – El Amor Brujo (Десау 1931)
- Ј. Бајер – Девојка на музику Вила лутака  (Десау 1932, Љубљана 1933)
- Ф. Лотка – Балада о једној средњевековној љубави
- Р. Штраус – Тил Ојленшпигел
- Р. Штраус – Легенда о Јосифу
- Ф. Лотка – Ђаво у селу
- Л. ван Бетовен – Прометеј (Цирих 1935, Минхен 1938, Љубљана 1947)
- И. Стравински – Игра карата (Цирих 1938, Љубљана 1947)
- П. Линдпентнер – Данина (Минхен 1940, Љубљана 1950, Сарајево 1959)
- С. Христић – Охридска легенда (Љубљана 1949, Београд 1978)
- Л. Делиб – Копелија (Минхен и Љубљана 1953)
- В. А. Моцарт – Мале играрије (Бајројт и Минхен 1953, Љубљана 1955)
- И. Стравински – Лисице (Минхен 1954, Љубљана 1955)
- Г. Фон Ајнхајм – Принцеза Турандот (Минхен 1954, Љубљана 1960)
- Ј. Готовац – Симфонијско коло (Љубљана 1955)
- Б. Адамич – Наше вољено место (Љубљана 1957)
- С. Прокофјев – Пепељуга (Љубљана 1959, Загреб 1960)

## Наступи у Србији
У балетима које је су поставили заједно носилац главних улога је била Пиа. Њихово стваралаштво је у почетку било под утицајем немачке експресионистичке игре, али је касније преовладала тенденција спајања лексике класичне игре са модерном. У Српком Народном Позоришту је 1952. Марина Олењина по њиховом либрету поставила балет Ђаво у селу по музици Франа Лотке. Као гостујући кореограф и редитељ Пино је са супругом у Српском Народном Позоришту поставио Охридску легенду, 1961 године.
У Новом Саду је 17. марта 1933 године одржано Концертно вече – вече Млакаревих игара, у дворани хотела „Слобода“, а у организацији новосадског Црвеног крста. Исти програм је 1. марта 1933. изведен у Народном Позоришту у Београду, који су критичари „Политике“ и „Времена“ - Милоје Милојевић и Коста Манојловић оценили веома повољно. С тим програмом, под називом Mlada pota, крајем 1932. су се представили у многим градовима у нашој земљи, али и у Прагу и Цириху. Брачни пар Млакар је више пута наступао и у Задужбини Илије М. Коларца у Београду.
Пино је два пута награђен Прешерновом наградом – 1949. и 1978. године, а поводом педесетогодишњице Балета СНГ указом Јосипа Броза Тита одликован је за свој укупан педагошко-кореографски рад.